# Angelika Schlunck
Angelika Schlunck (* 3. Mai 1960 in Ulm) ist eine deutsche Juristin. Von 2021 bis 2025 war sie Staatssekretärin im Bundesministerium der Justiz.

## Leben

### Ausbildung
Schlunck studierte nach Ablegen des Abiturs von 1979 bis 1984 Rechtswissenschaften in München und Genf. Nach Abschluss der ersten Prüfung in Bayern absolvierte sie von 1984 bis 1987 das Rechtsreferendariat und legte die Zweite Staatsprüfung ebenfalls in Bayern ab. Im Jahr 1990 wurde sie mit einer Arbeit über „Die Grenzen der Parteiautonomie im internationalen Arbeitsrecht“ zum Dr. jur promoviert.
Zusätzlich erreichte Schlunck nach einem Studium von 1996 bis 1997 an der Kennedy School of Government der Harvard-Universität in Cambridge, Massachusetts in den Vereinigten Staaten den Abschluss Master in Public Administration. Berufsbegleitend studierte sie von 2000 bis 2001 zudem am Institut des Hautes Etudes de la Sécurité Intérieure des französischen Innenministeriums in Paris.

### Laufbahn
Nach der zweiten Staatsprüfung wurde Schlunck 1988 Staatsanwältin bei der Staatsanwaltschaft München II und war dort bis 1991 tätig. Im Jahr 1991 wechselte sie als Referentin in das Bundesministerium der Justiz nach Bonn und Berlin. Von 2000 bis 2001 war sie im selben Bundesministerium als Verbindungsbeamtin zum französischen Justizministerium in Paris tätig. Sie kehrte wieder nach Berlin zurück und war von 2002 bis 2010 als Referatsleiterin weiterhin im Bundesministerium der Justiz tätig. 
Im Jahr 2010 übernahm Schlunck die Leitung der Vertretung des Freistaates Bayern bei der Europäischen Union in Brüssel, wo sie bis 2013 tätig war. Anschließend war sie von 2014 bis 2021 im Amt einer Ministerialdirektorin die stellvertretende Chefin des Bundespräsidialamtes und Leiterin der Abteilung Z (Zentrale Dienste) des Bundespräsidialamtes. Sie diente damit unter den Bundespräsidenten Joachim Gauck und Frank-Walter Steinmeier.
Im Zuge der Bildung eines Kabinetts Scholz wurde sie im Dezember 2021 unter Bundesminister Marco Buschmann (FDP) zur Staatssekretärin im Bundesministerium der Justiz ernannt. Sie behielt das Amt ab November 2024 auch unter dem parteilosen Bundesminister Volker Wissing. Im Zuge der Bildung des Kabinetts Merz schied sie im Mai 2025 aus dem Amt der Staatssekretärin aus.